# María del Rosario Fernández
María del Rosario Fernández, detta la Tirana (Siviglia, 24 settembre 1755 – Madrid, 27 dicembre 1803), è stata un'attrice teatrale spagnola.
Succedendo a Josefa Figueras, fu primera dama del teatro di Madrid dal 1781 al 1797, anno del suo inaspettato ritiro dalle scene.

## Biografia
María del Rosario Fernández nasce a Siviglia nel 1755, da Doña Antonia Ramos e Juan Fernández Rebolledo. Le sue prime esperienze teatrali si svolsero nella scuola di attori che creò Pablo de Olavide proprio a Siviglia e fu grazie a questa formazione che riuscì a entrare nella "Compañía
Española de los Reales Sitios" nel 1773.